# ريو غيبهارت
ريو غيبهارت (بالألمانية: Rio Gebhardt)‏ هو موزع وملحن وعازف بيانو ألماني، ولد في 1 نوفمبر 1907 في هايلبرون في ألمانيا، وتوفي في 24 يونيو 1944.

## وصلات خارجية
- ريو غيبهارت على موقع IMDb (الإنجليزية)